# Paranannopus echinipes
Paranannopus echinipes är en kräftdjursart som beskrevs av Smirnov 1946. Paranannopus echinipes ingår i släktet Paranannopus och familjen Pseudotachidiidae. Inga underarter finns listade i Catalogue of Life.